# Eugenia micranthoides
Espèce
Statut de conservation UICN

 VU D2 : Vulnérable
Eugenia micranthoides est une espèce de plantes à fleurs de la famille des Myrtaceae. C'est un arbuste ou un arbre originaire du Pérou. Il pousse en milieu tropical humide.

## Publication originale
- Fieldiana, Botany 29(3): 212. 1956.